# Pseudonortonia interiacens
Pseudonortonia interiacens är en stekelart som beskrevs av Giordani Soika 1987. Pseudonortonia interiacens ingår i släktet Pseudonortonia och familjen Eumenidae. Inga underarter finns listade i Catalogue of Life.